# نهر آمور

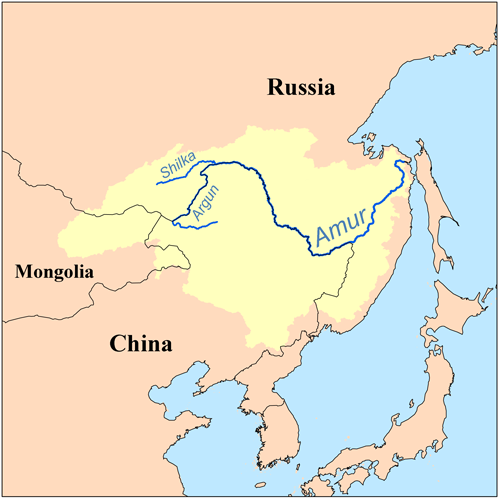
نهر أمور على الحدود الروسية الصينية

نهر آمور هو واحد من أهم أنهار قارة آسيا، ترتيبه الخامس عشر في قائمة أطول أنهار العالم، حيث يبلغ طوله 2824 كيلو متر.
هذا النهر يرسم الحدود الطبيعية بين الصين وروسيا في جهة الشمال الشرقي.
ينبع من مرتفعات منغوليا في شرق قارة آسيا من جبال يابلونوي ويتألف من فرعين أساسين هما شليكا وأغون، ويصب في مضيق تاتار الذي يفصل بين سيبيريا وجزيرة سخالين بالمحيط الهادي وسواحل سبيريا قرب مدينة نيكولاي فسك وتبلغ مساحة حوضه أكثر من مليوني كم مربع يرفده عن يساره نهر زييا ونهر بوريا ونهر كومارا وزنغاري وأوسوري ويصلح للملاحة على مسافة 3200 كم وتبلغ غزارته 9 آلاف متر مكعب في الثانية ويسمى هذا النهر في الصين باسم التنين الأسود (هي لونج)، وفي منغوليا باسم النهر الأسود (كارا مورين)، تفيض مياهه مرتين بالعام:
- مرة في فصل الربيع: لارتفاع درجة الحرارة فيذوب الجليد.
- مرة في فصل الصيف والخريف: بسبب الأمطار الغزيرة نتيجة لهبوب الرياح الموسمية الآتية من المحيط الهادي في ذلك الوقت.